# آرون ویلبرهام
آرون ویلبرهام (انگلیسی: Aaron Wilbraham؛ زادهٔ ۲۱ اکتبر ۱۹۷۹) یک بازیکن فوتبال اهل بریتانیا است.